# Oospila sesquiplaga
Oospila sesquiplaga là một loài bướm đêm trong họ Geometridae.